# Wakayama
Wakayama (jap. 和歌山市 Wakayama-shi) – miasto w Japonii, ośrodek administracyjny prefektury Wakayama, w regionie Kinki, w środkowej części głównej wyspy Honsiu (Honshū), port nad cieśniną Kii (Ocean Spokojny).

## Geografia i gospodarka
Miasto Wakayama zajmuje obszar o powierzchni 209,2 km², co stanowi około 4% całej powierzchni prefektury Wakayama.
Miasto przedzielone jest na dwie części przez przepływającą przez Wakayamę rzekę Kino.
Obecnie w mieście zamieszkuje około 40% całej społeczności prefektury Wakayama. W latach 2003–2004 nastąpił wyraźny wzrost zagęszczenia: liczba 382 155 osób w 2003 r. powiększyła się do 386 501 osób w 2004 r. Tym samym populacja mieszkańców zwiększyła się o 1,87% na przełomie zaledwie 2 lat. Powodem tak szybkiego wzrostu ludności były dobre warunki ekonomiczne miasta, wynikające z faktu funkcjonowania w nim fabryki stali Sumitomo, która jednakże niemal zaraz po okresie wzrostu zaludnienia na tym terenie, dokonała restrukturyzacji i redukcji zatrudnienia, a następnie przeniosła dużą część produkcji do Chin, aby w 2004 r. zupełnie zakończyć swoją działalność w tymże miejscu.
Obecnie, Wakayama jest uznanym w Japonii producentem marynowanych owoców umeboshi oraz mandarynek mikan.

## Miasta partnerskie
- Stany Zjednoczone: Bakersfield
- Korea Południowa: Czedżu
- Chiny: Jinan
- Kanada: Richmond